# Daniel Koller
Pour les articles homonymes, voir Koller.
Daniel Koller, né le 16 décembre 1963 à Genève, est un dessinateur suisse de bande dessinée. En début de carrière, il signe sous le nom de Bader K, en particulier pour ses premières contributions dans le magazine (À suivre).

## Œuvre

### Albums
- Empire USA, Dargaud

5. Tome 5, scénario de Stephen Desberg, Henri Reculé et Enrico Marini, dessins de Daniel Koller, 2008 (ISBN 978-2-505-00400-4)
12. Saison II - Tome 6, scénario de Stephen Desberg, dessins de Daniel Koller,  (ISBN 978-2-505-01152-1)
- 10 ans d'aventures du B.D. Club de Genève, scénario et dessins collectifs, B.D. Club de Genève, 2000
- I.R.$. - All Watcher, scénario de Stephen Desberg, Le Lombard, collection Troisième vague

2. La Nébuleuse Roxana, dessins de Daniel Koller, 2010  (ISBN 978-2-8036-2664-9)
6. La Théorie des cordes fiscales, dessins de Daniel Koller, 2011  (ISBN 978-2-8036-2794-3)
- Mayam, scénario de Stephen Desberg, dessins de Daniel Koller, Dargaud

1. La Délégation terrienne, 2003  (ISBN 2-205-05387-6)
2. Les Larmes du désert, 2004  (ISBN 2-205-05549-6)
3. Les Ruines de Dieu, 2006  (ISBN 2-205-05646-8)
4. June, l'infiniment bon, 2007  (ISBN 978-2-205-05783-6)

- Les Tribulations de Luc Lafontaine - Honduras, scénario et dessins de Daniel Koller, Casterman, 2000  (ISBN 2-203-33546-7)